# Таохэ
Таохэ́ (кит. упр. 洮河) — река в провинциях Цинхай и Ганьсу, приток Хуанхэ, третья по величине река в провинции Ганьсу.

## География
Река берёт своё начало в Хэнань-Монгольском автономном уезде провинции Цинхай и течёт с запада на восток сквозь Ганьнань-Тибетский автономный округ. В уезде Миньсянь провинции Ганьсу она резко поворачивает на северо-запад и, миновав несколько уездов, в уезде Юнцзин впадает в Хуанхэ почти сразу после водохранилища Сигоуся.

## Топонимика
По реке Таохэ назван уезд Линьтао (название которого означает «перед Таохэ»).